# Pierre Liu
Wenyuan Liu, plus connu sous le nom de Pierre Liu (en chinois, 彼得·列欧), né en 1760 dans village de Kong-Czhou dans la province de Guizhou en Chine, tué le 17 mai 1834 à Guiyang en Chine, est un ouvrier agricole et catéchiste chinois. 
Reconnu martyr, il est l'un des cent vingt chrétiens constituant le groupe des 120 martyrs de Chine. Vénéré comme saint par l'Église catholique, il est fêté le 17 mai de chaque année.

## Biographie
Wenyuan Liu, né en 1760, est un ouvrier agricole chinois, marié, père de deux enfants, qui décide de se convertir au christianisme. Il choisit alors de prendre le nom de « Pierre » et s'occupe du catéchisme au sein de sa paroisse. Pour cette action il est arrêté et envoyé à Pékin pour y être exécuté. Libéré grâce à l'action de plusieurs de ses amis, il est autorisé à rentrer chez lui. 
Il est de nouveau arrêté en 1814 en raison de sa foi, et exilé en Mongolie où il est vendu comme esclave. En 1827 sa famille et ses amis parviennent à le racheter à son propriétaire et obtiennent des autorités civiles chinoises de le laisser revenir en Chine. De retour chez lui il reprend alors sa vie d'ouvrier agricole ainsi que son activité de catéchiste. Il entre également en contact avec des missionnaires catholiques pour les aider.
Pierre Liu est arrêté une troisième fois en 1834 alors qu'il rend visite à l'un de ses fils et de sa femme, eux-mêmes arrêtés en raison de leur foi chrétienne, et qui seront par la suite tous les deux exilés en Mongolie. Emprisonné, il lui est demandé sous la torture d'abjurer sa foi chrétienne, ce qu'il refuse de faire. Traduit devant un tribunal il confesse publiquement sa foi chrétienne. Il est alors condamné à mort par strangulation et est exécuté le 17 mai 1834,,,,.

## Reconnaissance par l'Église
Pierre Liu est déclaré vénérable le 2 juillet 1899 par le pape Léon XIII. 
Il est ensuite béatifié le 27 mai 1900 en même temps que trente-deux autres martyrs, par le pape Léon XIII.
Le 1er octobre 2000, il est canonisé par le pape Jean Paul II au sein du groupe des 120 martyrs de Chine, qui selon Jean-Paul II ont « scellé par le don de leur vie leur fidélité indéfectible au Christ et à l’Église ».
Ainsi déclaré saint par l'Église catholique, sa fête liturgique est fixée au 17 mai de chaque année.